# Blektangara
Blektangara (Asemospiza obscura) är en fågel i familjen tangaror inom ordningen tättingar.

## Utseende och läte
Blektangaran gör skäl för sitt namn, med helt mellanbrun fjäderdräkt utan tydliga teckningar. Den är mycket lik honor av andra finkliknande tangaror, men näbben är karakteristiskt tvåfärgad. Sången består av en rask och fräsande sträv serie.

## Utbredning och systematik
Blektangaran förekommer i Sydamerika. Den delas in i fyra underarter med följande arter:
- Asemospiza obscurua haplochroma - förekommer i nordöstra Colombia (Sierra Nevada de Santa Marta) till nordvästra Venezuela
- Asemospiza obscura pauper - förekommer i sydligaste Colombia (Nariño) till Ecuador och nordvästra Peru
- Asemospiza obscura obscura - förekommer i Andernas östsluttning från centrala Peru till västra Bolivia och nordvästra Argentina
- Asemospiza obscura pacifica - förekommer i lomas vid kusten i västra Peru (norra Lima till norra Arequipa)

### Släktestillhörighet
Traditionellt placeras arten i släktet Tiaris. Genetiska studier visar dock att arterna i släktet inte är varandras närmaste släktingar. Blektangaran och guaduatangara har därför lyfts ut till det egna släktet Asemospiza.

### Familjetillhörighet
Liksom andra finkliknande tangaror placerades denna art tidigare i familjen Emberizidae. Genetiska studier visar dock att den är en del av tangarorna.

## Levnadssätt
Blektangaran hittas i skogsbryn, trädgårdar och ungskog. Där uppträder den i par eller småflockar, men kan vara svår att få syn på.

## Status och hot
Arten har ett stort utbredningsområde och tros öka i antal. Internationella naturvårdsunionen IUCN listar den därför som livskraftig (LC).